# 于芬山
47°32′36″N 11°37′33″E / 47.543333°N 11.625833°E

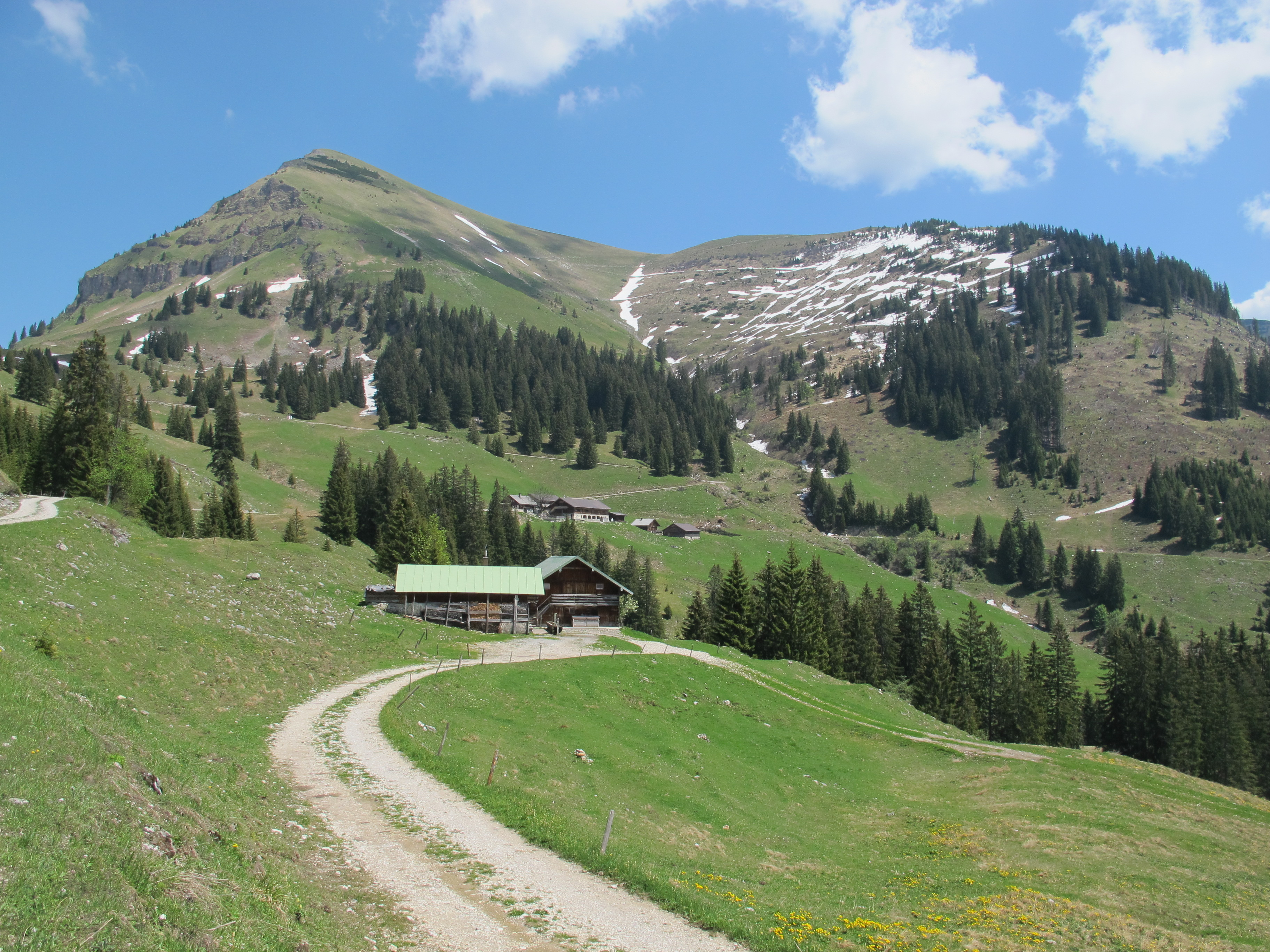

于芬山（德語：Juifen），是奧地利的山峰，位於該國西部，由蒂羅爾州負責管轄，屬於卡爾文德爾山脈的一部分，距離施雷肯峰5公里，海拔高度1,988米，每年平均降雨量1,806毫米。